# غنوم و رون

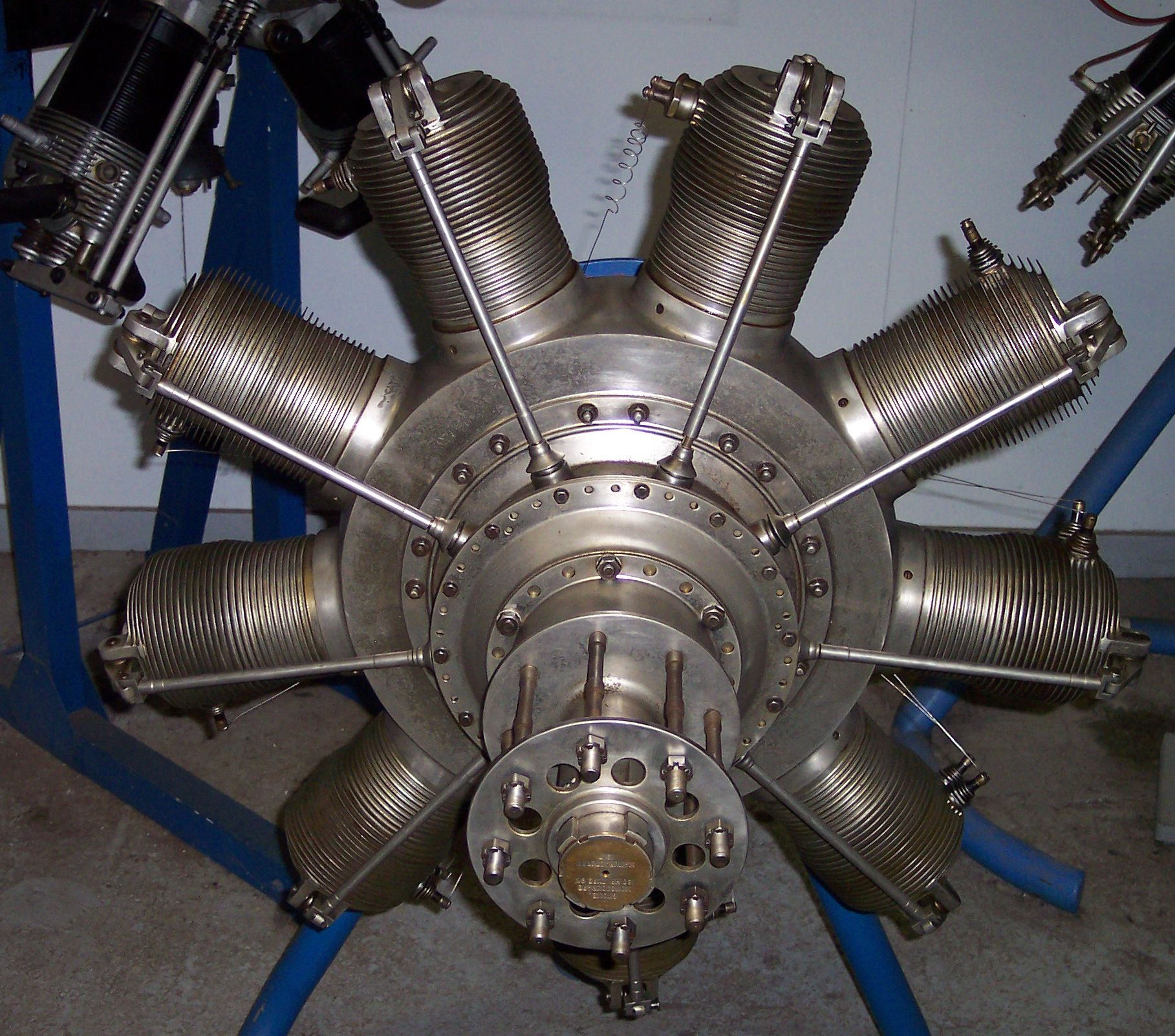
160 hp Gnome 9N Monosoupape of 1917

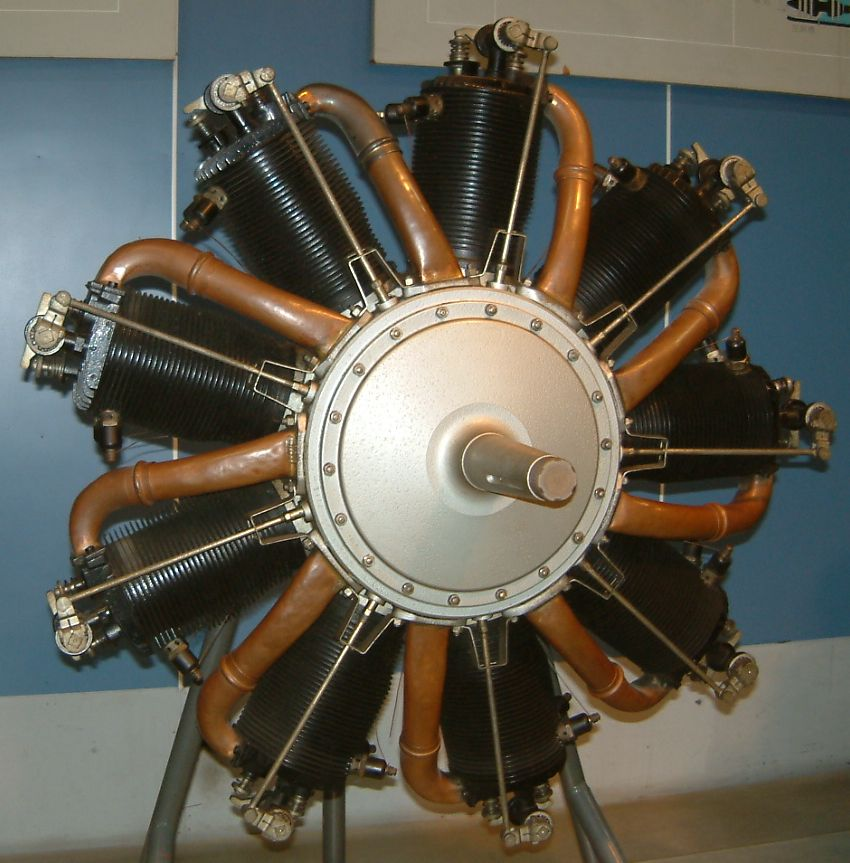
80 hp Le Rhône 9C rotary engine

غنوم ورون (بالفرنسية: Gnome et Rhône)‏ كانت شركة فرنسية رائدة في تصنيع محركات الطائرات. بين عامي 1914 و 1918 أنتجت 25,000 من محركها دلتا ذو ال 9 أسطوانات، ومحرك لو رون ذو التصميم الدوار 110 حصان (81 كيلوواط)، في حين أن 75,000 محركا آخر أنتجت من قبل مصنعين مختلفين مرخص لهم. تلك المحركات كانت تستخدم على غالبية الطائرات في النصف الأول من الحرب العالمية الأولى.

## محركات

### الحرب العالمية الأولى

#### غنوم
- غنوم Ω50 أوميغا (a.k.a. 50 حصان)
- غنوم Λ80 لامبادا (a.k.a. 80 حصان)
- غنوم Δ100 دلتا (a.k.a. 100 حصان)
- غنوم Σ60 سيغما (a.k.a. 60 حصان)
- غنوم ΩΩ100 أوميغا أوميغا (a.k.a. 100 حصان)
- غنوم ΛΛ160 لامبادا-لامبادا (a.k.a. 160 حصان)
- غنوم ΔΔ200 دلتا دلتا (a.k.a. 200 حصان)
- غنوم Monosoupape
  - غنوم Monosoupape 7 Type A:(1916) 80 حصان (60 kW)
  - غنوم Monosoupape 9 Type B-2:(1916) 100 حصان (75 kW)
  - غنوم Monosoupape 9 Type N:(1917) 150 or 160 حصان (112 or 119 kW)

#### لو رون
- لو رون 9C
- لو رون 9J - المشار إليها على نطاق واسع باسم "the 110hp Le Rhône"

### بين الحربين
- غنوم-رون 5بي تيتان
- غنوم-رون 5كيه تيتان
- غنوم-رون 7كيه Titan Major
- بريستول جوبيتر Jupiter
- جنوم رونيه 9 كيه Mistral
- غنوم-رون 14كيه Mistral Major
- غنوم-رون 14إل
- غنوم-رون 14إم
- غنوم-رون 18إل

### الحرب العالمية الثانية
- جنوم رونيه 14 إم Mars
- غنوم-رون 14إن
- غنوم-رون 14آر

## دراجات نارية
From 1920 Gnome et Rhône diversified into the bicycle and motorcycle business producing some relatively successful products, Société Française des Moteurs ABC, Paris 1920-1924.
- 3CV Type Junior (250 سم3 (15.26 بوصة3))[2]
- 4CV Major (500 سم3 (30.51 بوصة3))[3]
- 4CV Super Major (500 سم3 (30.51 بوصة3))[3]
- 5CV Type D.5 (500 سم3 (30.51 بوصة3))[2]
- 5CV Type C.V.2 (500 سم3 (30.51 بوصة3))[2]
- 5CV Type V.2 (500 سم3 (30.51 بوصة3))[3]
- Type X (750 سم3 (45.77 بوصة3))[2]